# Katapas
Los katapas (escrito también catapas) fueron una etnia amerindia de Costa Rica que, a la llegada de los conquistadores españoles en el siglo XVI, habitaba en las llanuras del norte del país, en las vecindades de los actuales cantones de Alajuela, Guatuso y Los Chiles, en la provincia de Alajuela, así como en Barva y Santa Bárbara de Heredia.
Es poco lo que se conoce de la cultura de los katapas. Pertenecieron al Área Intermedia y es posible que su idioma estuviese relacionado con las lenguas chibchas. Durante la etapa de la conquista de Costa Rica, los katapas, junto a sus vecinos los tises, formaban parte del Cacicazgo de los Botos, que rendían tributo al señor del Reino Huetar de Occidente, el rey Garabito.
En 1569, junto a los botos, corobicíes y abangares, fueron repartidos en encomienda por el gobernador Perafán de Ribera, y asignados a la ciudad de Aranjuez. Los catapas fueron ubicados muy lejos de su territorio original, en el Golfo de Nicoya en una población llamada San Ildefonso de Atapas, que desapareció a fines del siglo XVII o principios del XVIII.